# Olimpia Aldobrandiniová
Olimpia Aldobrandiniová (20. dubna 1623 – 18. prosince 1681) pocházela z římské rodiny Aldobrandini a byla jedinou dědičkou rodinného jmění.

## Život
Donna Olimpia Aldobrandiniová se narodila 20. dubna 1623 jako dcera Giorgia Aldobrandiniho (princ z Meldoly, Sarsiny a Rossana) a Ippolity Ludovisiové (dcera Orazia Ludovisiho, sestra Niccola Ludovisiho a neteř papeže Řehoře XV.)
Roku 1638 se Olimpia Aldobrandiniová provdala za prince Paola Borgheseho, který v roce 1646 zemřel. Následujícího roku 1647 se znovu provdala za Camilla Pamphiliho (syn Olimpie Maidalchiniové a synovec papeže Inocenta X.), který se kvůli sňatku s ní vzdal kardinálského klobouku. Část Olimpiina věna její druhý manžel utratil za sbírky obrazů a nemovitosti, jako je Palác Doriů-Pamphiliů.

## Potomci
Z prvního manželství s Paolem Borghesem měla Olimpia pět dětíː
1. Giovanni Giorgio Borghese
2. Camillo Borghese
3. Francesco Borghese
4. Giovanni Battista Borghese, princ Borghese (1639–1717), oženil se s Eleonorou Boncompagniovou s níž měl potomky (včetně Camilla Borgheseho, prince ze Sulmony, manžela Pavlíny Bonaparteové, sestry Napoleona Bonaparte).
5. Maria Virginia Borgheseová (1642–1718), manželka Agostina Chigiho, prince z Farnese, vévody z Ariccia.

Ze druhého manželství s Camillem Pamphilim měla Olimpia také pět dětíː
1. Flaminia Pamphiliová
2. Teresa Pamphiliová
3. Anna Pamphiliová
4. kardinál Benedetto Pamphili
5. Giambattista Pamphili, princ z Carpinetti a Belvedere, oženil se s Violantou Facchinettiovou a měl dceru Olimpii (1672–1731), která se provdala za Filippa Colonnu, prince z Paliana, syna Marie Manciniové, neteře francouzského kardinála Mazarina.